# VV Cephei
VV Cephei (VV Cep / HD 208816) es una estrella variable situada en la constelación de Cefeo de magnitud aparente +4,91. Es una estrella binaria compuesta por una supergigante roja, VV Cephei A, y una estrella blanco-azulada de la secuencia principal, VV Cephei B. El sistema se encuentra a unos 3000 años luz del sistema solar. El estudio más detallado de esta estrella fue realizado por el astrónomo ruso Sergei Gaposchkin, quien era el esposo de la astrónoma inglesa-estadounidense Cecilia Helena Payne. En la década de 1940, Sergei Gaposchkin, demostró que esta estrella no solo variaba con el modo típico de una estrella variable cefeida, sino que también era eclipsada parcialmente cada 20 años por una compañera más pequeña. Y curiosamente, nadie hasta ese momento se había dado cuenta de esa casi imperceptible pero importante variación extra de su patrón de luz. O sea, VV Cephei es una estrella variable cefeida, y una variable eclipsante al mismo tiempo.

## Sistema estelar
El sistema VV Cephei consta de dos estrellas:

### •VV Cephei A

Comparación de tamaño entre el Sol (el punto amarillo de la izquierda) y VV Cephei A.

VV Cephei A es una supergigante roja luminosa de tipo espectral M2Iape, siendo una de las estrellas más grandes conocidas con un radio aproximado de 1900 veces el radio solar. Traducido a unidades astronómicas (UA), tiene un radio entre 4,7 y 10,4 UA, lo que implica que si se encontrase en el lugar del Sol —considerando el valor máximo—, su superficie se extendería más allá de la órbita de Júpiter. Su temperatura superficial no es bien conocida, cifrándose en el rango de 3300 - 3650 K. Al estar muy alejada de la Tierra, la distancia a la que se encuentra es incierta, por lo que su luminosidad puede estar comprendida entre 163 000 y 535 000 veces la del Sol. Su masa se estima entre 25 y 40 masas solares.
VV Cephei A no posee forma esférica, sino que debido a la fuerza de marea producida por la atracción gravitatoria de su compañera, tiene forma de gota y cede materia a un disco que se forma en torno a VV Cephei B. Asimismo, es una estrella pulsante semirregular cuyo brillo varía de centésimas a décimas de magnitud. Se conocen distintos períodos de oscilación de 58, 118 y 349 días, así como otro más largo de 13,7 años. Una estrella de estas características (en estos momentos fusionando helio en átomos de carbono) no puede terminar sus días sino como una supernova, cuya explosión puede expulsar a su compañera a gran velocidad convirtiéndola en una estrella fugitiva.

### •VV Cephei B
VV Cephei B es mucho menos conocida que su enorme compañera. Catalogada como una estrella B8Ve, su masa puede ser varias veces mayor que la masa solar. La transferencia de masa entre las dos estrellas probablemente produce súbitos cambios en el período orbital del sistema. Actualmente VV Cephei B se mueve en una órbita excéntrica a una distancia de VV Cephei A comprendida entre 17 y 34 UA, siendo el período orbital de 20,4 años. Cuando VV Cephei A pasa por delante de VV Cephei B se produce un eclipse de 250 días de duración que hace que su brillo disminuya en un 20 %.